# Palazzo Fenzi

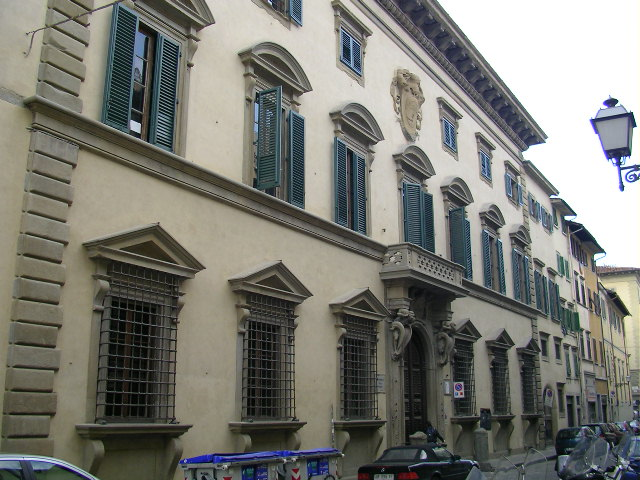
Fachada do Palazzo Fenzi voltada para a Via San Gallo.

O Palazzo Fenzi, ou Palazzo Fenzi-Marucelli, é um dos mais importantes palácios pós-renascentistas em Florença. Fica situado entre a Via San Gallo e a Via Cavour, possuindo uma fachada em cada uma delas.

## História

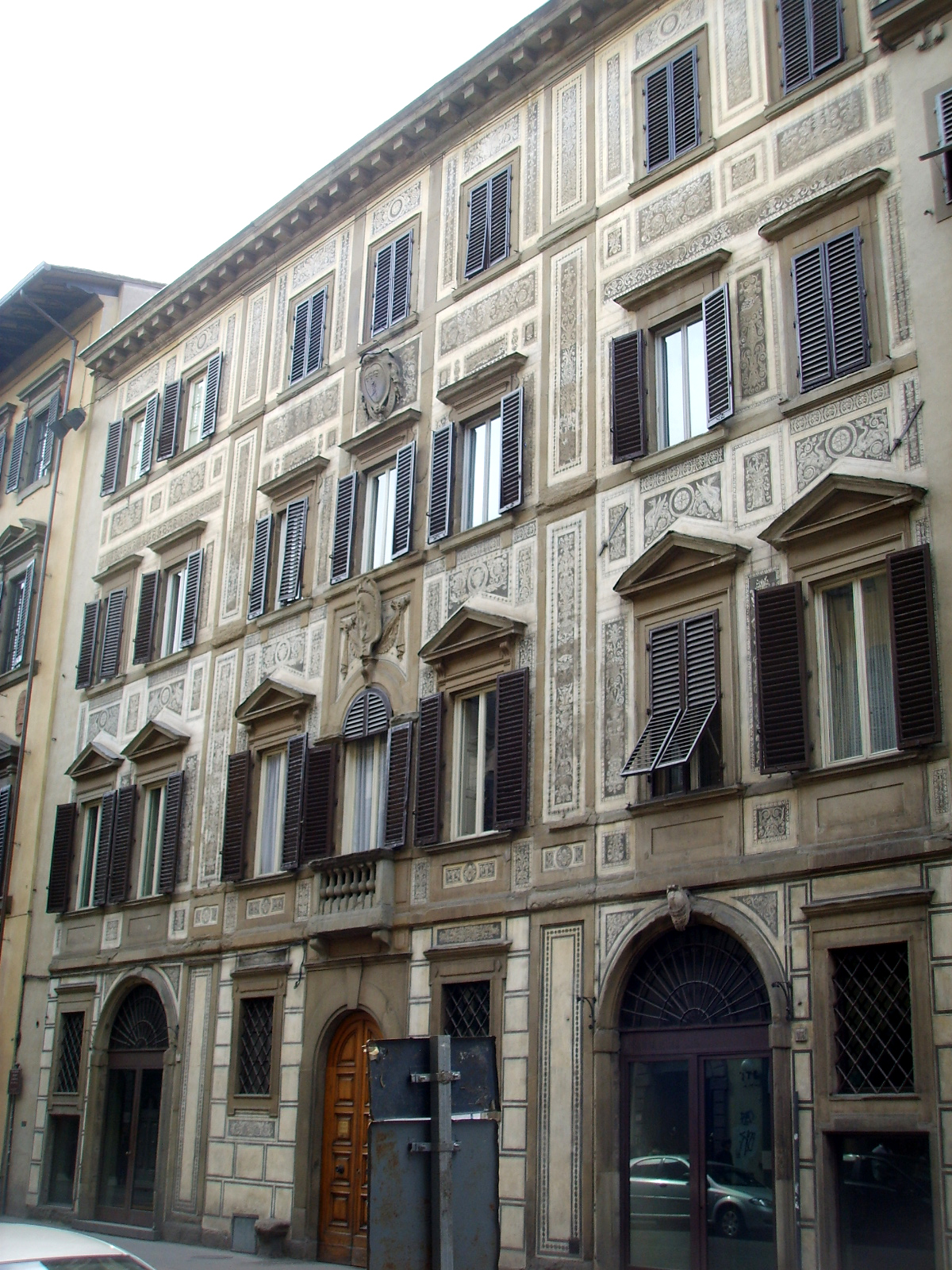
Fachada do Palazzo Fenzi voltada para a Via Cavour.

Originalmente, o palácio foi construido pela família Castelli. Estes contrataram, nos primeiros anos do século XVII, o arquitecto Gherardo Silvani, o qual ultimou a fachada na Via San Gallo em 1630 e completou o palácio em 1634. Entretanto, os Castelli continuaram a adquirir casas no quarteirão, inclusive no lado da Via Cavour, para ampliar as suas próprias propriedades. Esta expansão manteve-se até à extinção da família, ocorrida em 1659. Depois disso, o palácio passou por herança para os Marucelli.
Durante o século VIII, o palácio viveu o período de maior espledor, sendo enriquecido por importantes afrescos nas salas do piso térreo, entre os quais se destacam as obras de Sebastiano Ricci, datadas de 1706-1707. Em 1747, o abade Francesco Marucelli iniciou a construção da Biblioteca Marucelliana, na Via Cavour, a qual foi aberta ao público em 1752, constituindo o primeiro caso do género em Florença. O projecto da biblioteca ficou ao cuidado do arquitecto Alessandro Dori.

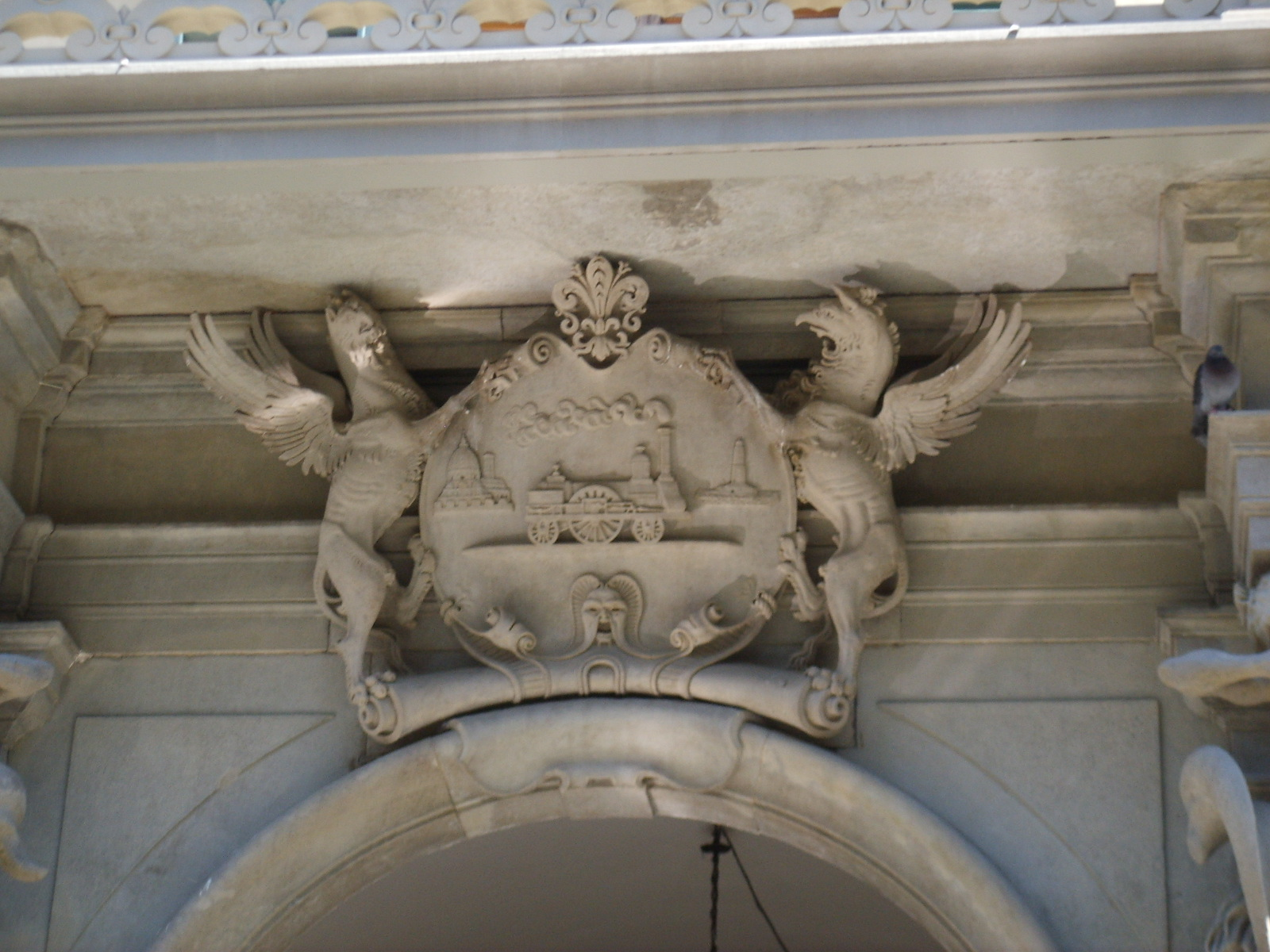
O brasão dos Fenzi.

Extinta, também, a família Marucelli, o palácio foi adquirido, em 1829, por Emanuele Fenzi, um empreendedor que enriqueceu extraordinariamente com a ferrovia Florença-Livorno, em busca duma sede prestigiosa para o seu banco e para a sua numerosa família. Neste período, o palácio foi modernizado e dotado de novas decorações. Foi, ainda, dividido em em dois, um na Via Cavour e o outro na Via San Gallo, os quais tiveram destinos diferentes desde então.
No final do século XIX,a afamília conheceu um período de crises, o que implicou a venda do palácio ao Banco Nacional Toscano (Banca Nazionale Toscana), que depois o cedeu à Sociedade Pirelli, antes de chegar às mãos do actual proprietário, a Universidade dos Estudos de Florença (Università degli Studi di Firenze), que aqui tem algumas salas de aula e departamentos da Faculdade de Letras e Filosofia.

## Arquitectura

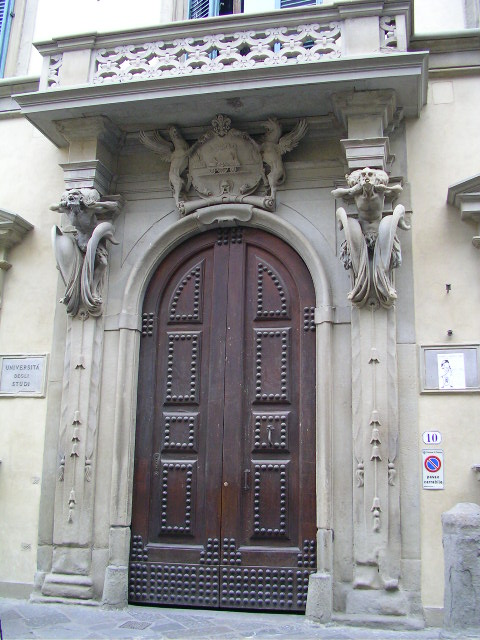
Detalhe do portal.

A fachada da Via San Gallo é peculiar pelo estilo de Gherardo Silvani, com as simples, mas elegantes, filas de janelas, ajoelhadas mo piso térreo, timpanadas no primeiro andar e arquitravadas no segundo, interrompidas ao centro por um rico portal encimado por varanda. O detalhe da varanda, em particular, remete para a arquitectura seiscentista florentina, embora Silvani tenha escolhido para a fachada uma forma arquitectónica ligada à tradição que não destoasse com a arquitectura circundante.

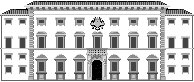
Alçado do Palazzo Fenzi.

As grades das janelas do piso térreo são apoiadas em representações bronzeas de tartarugas increvelmente naturais. Em ambos os lados do portal apresentam-se dois notáveis "Sátiros escarninhos" (Satiri ghignanti), obra grotesca típica do maneirismo toscano mais avançado, esculpidos por Raffaello Curradi. O curioso brasão presente no portal, apoiado por dois grifos nos lados, foi acrescentado no século XIX pelos Fenzi, que aqui representam a origem da sua fortuna: uma locomotiva entre a Cúpula de Brunelleschi e a lanterna de Livorno, clara referência à ferrovia que ajudaram a construir. A bela cornija em pedra foi acrescentada em 1831 por Giuseppe Martelli.
Mais acima, a fachada é dominada pelo brasão dos Fenzi.

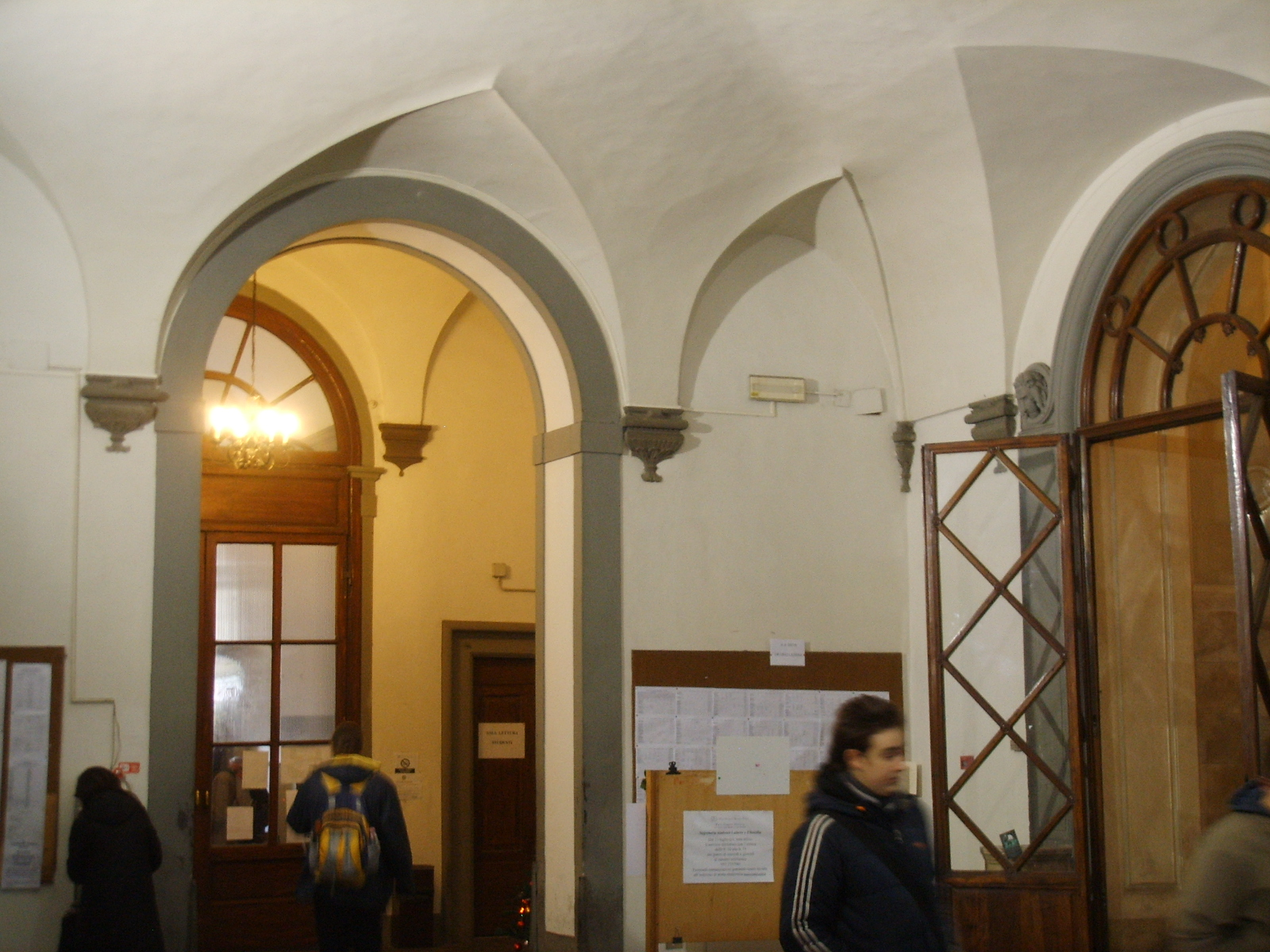
O pátio-átrio
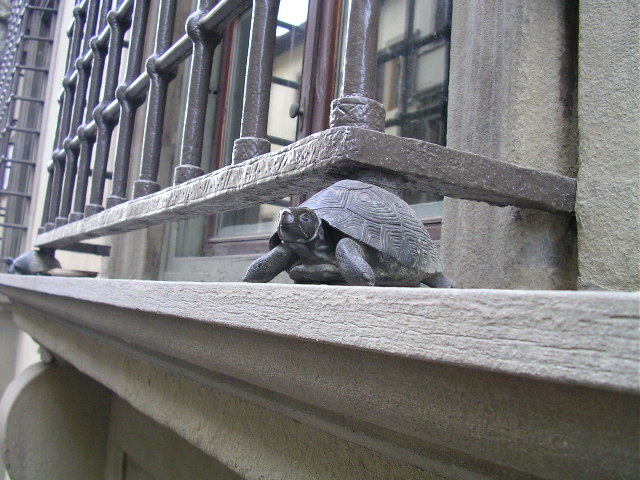
Tartarugas nas grades do piso térreo
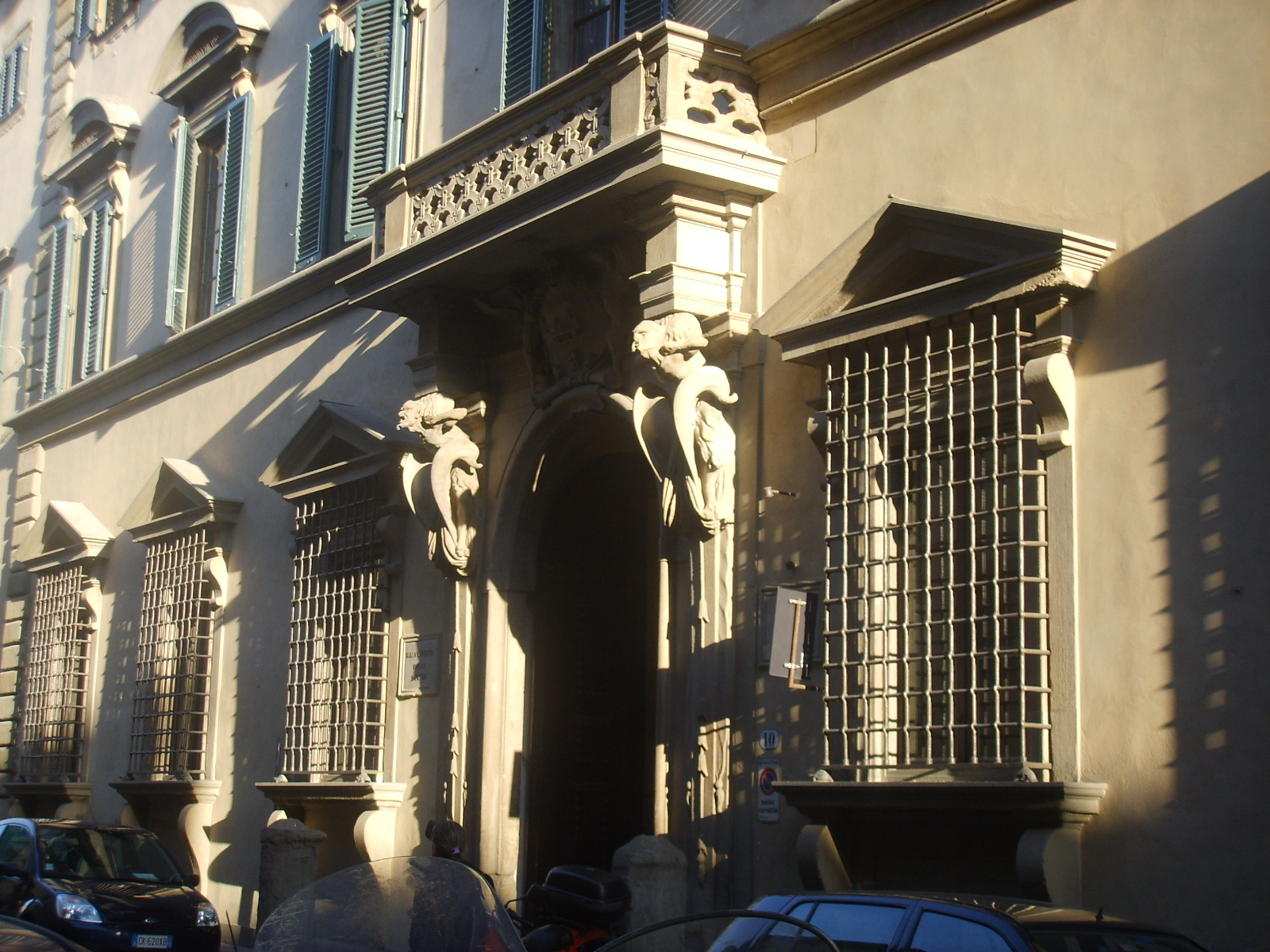
Detalhe da fachada.
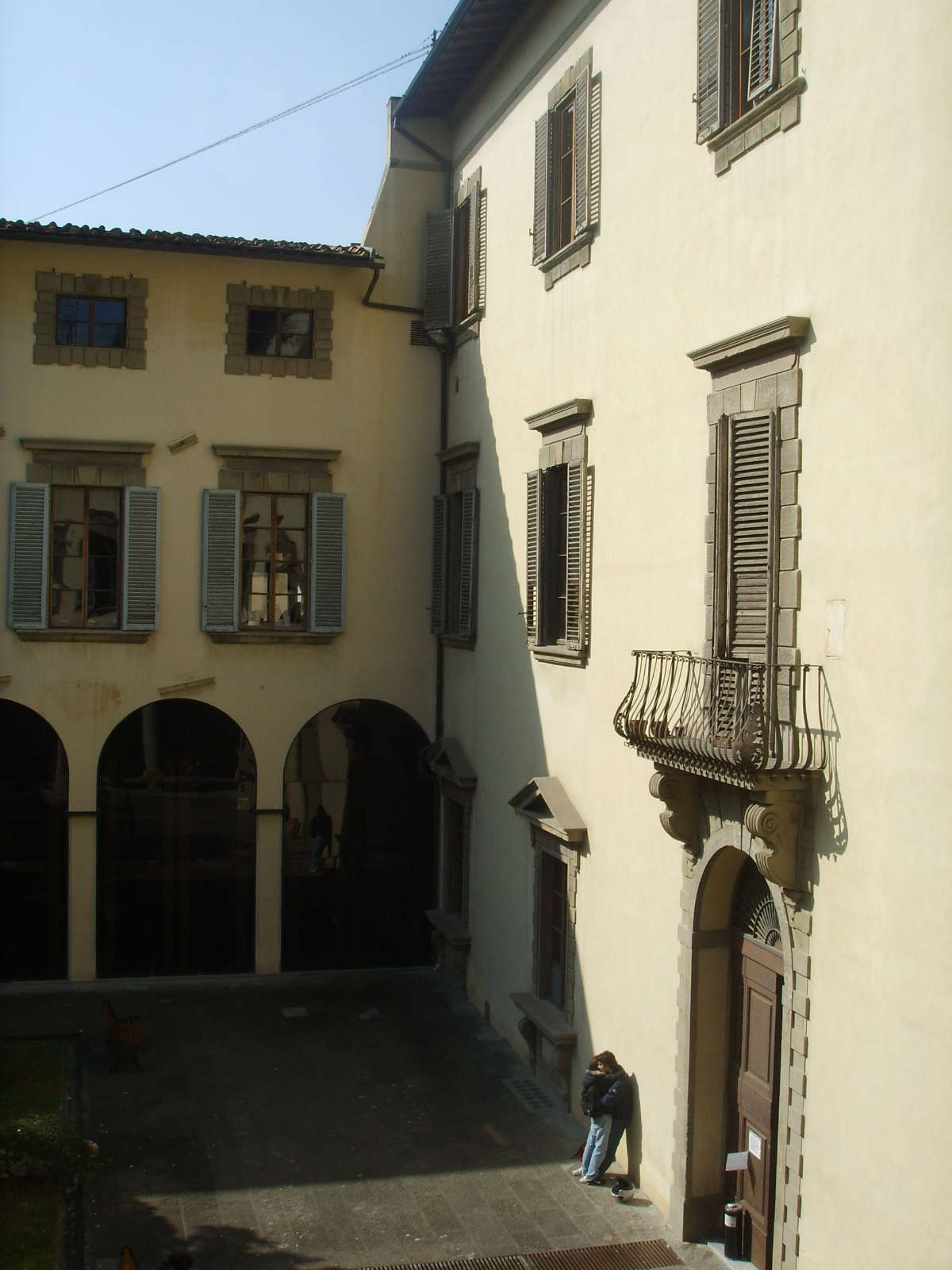
Pátio interior
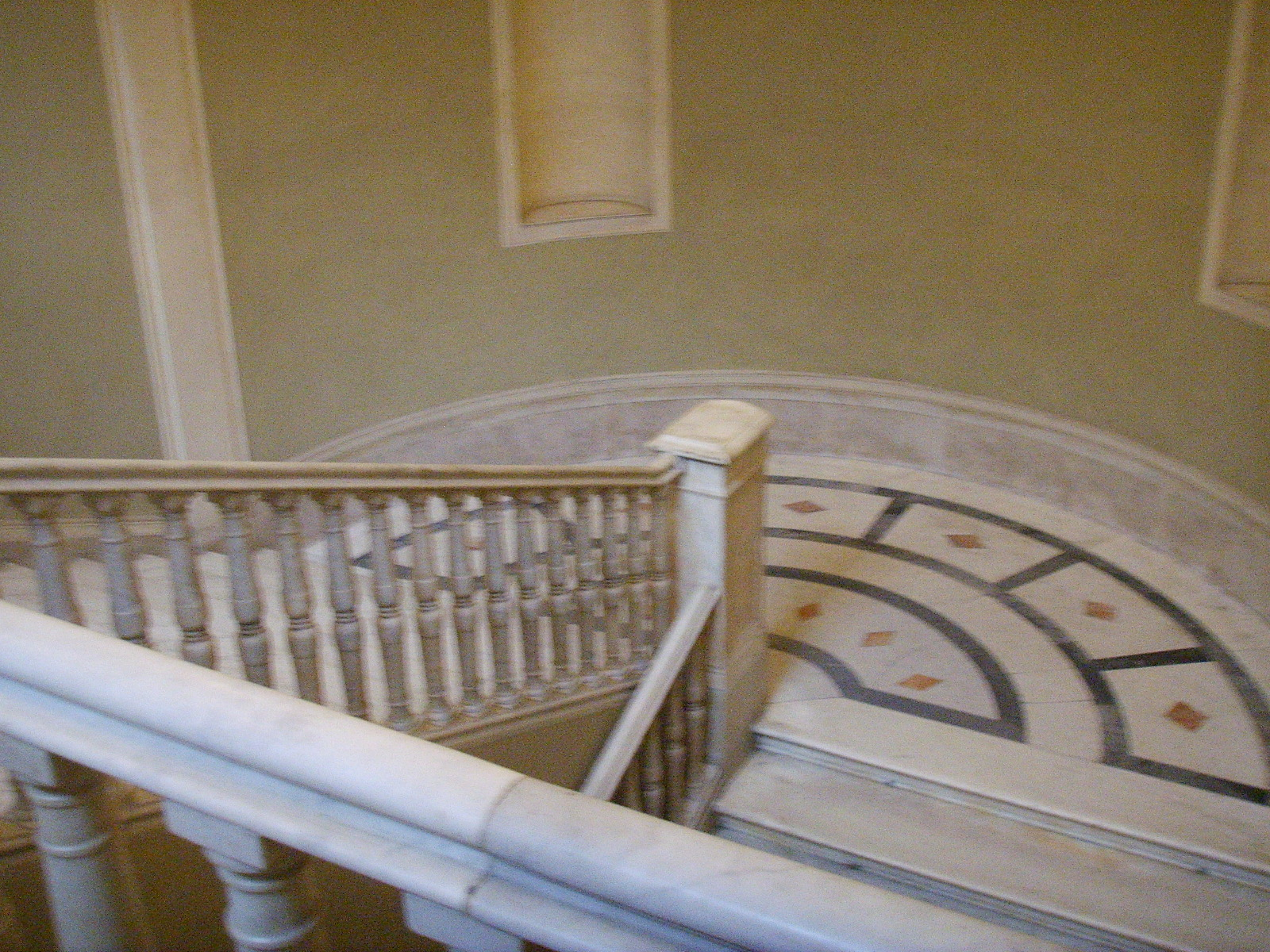
Detalhe de escadaria
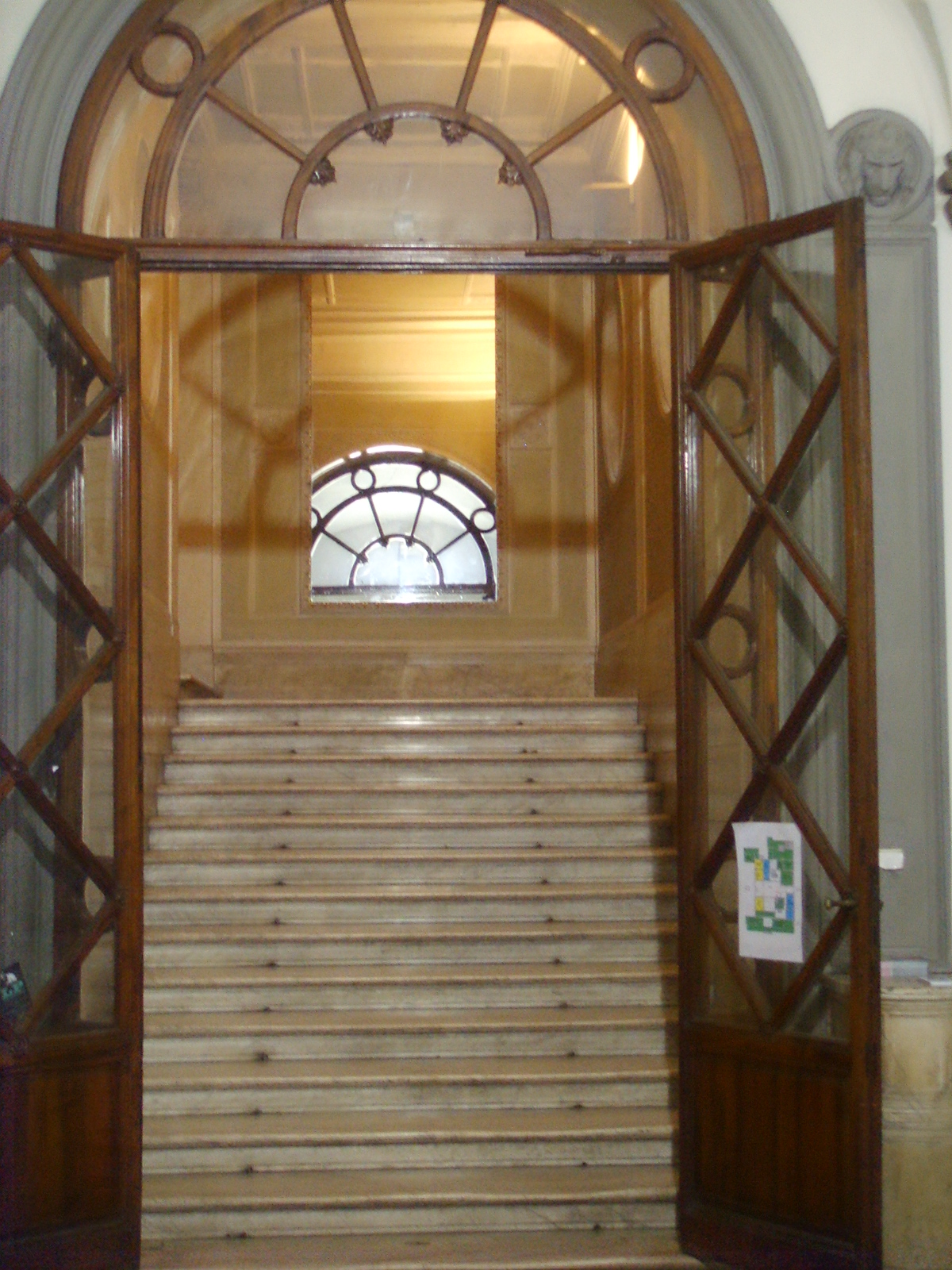
Escadaria

## Interiores

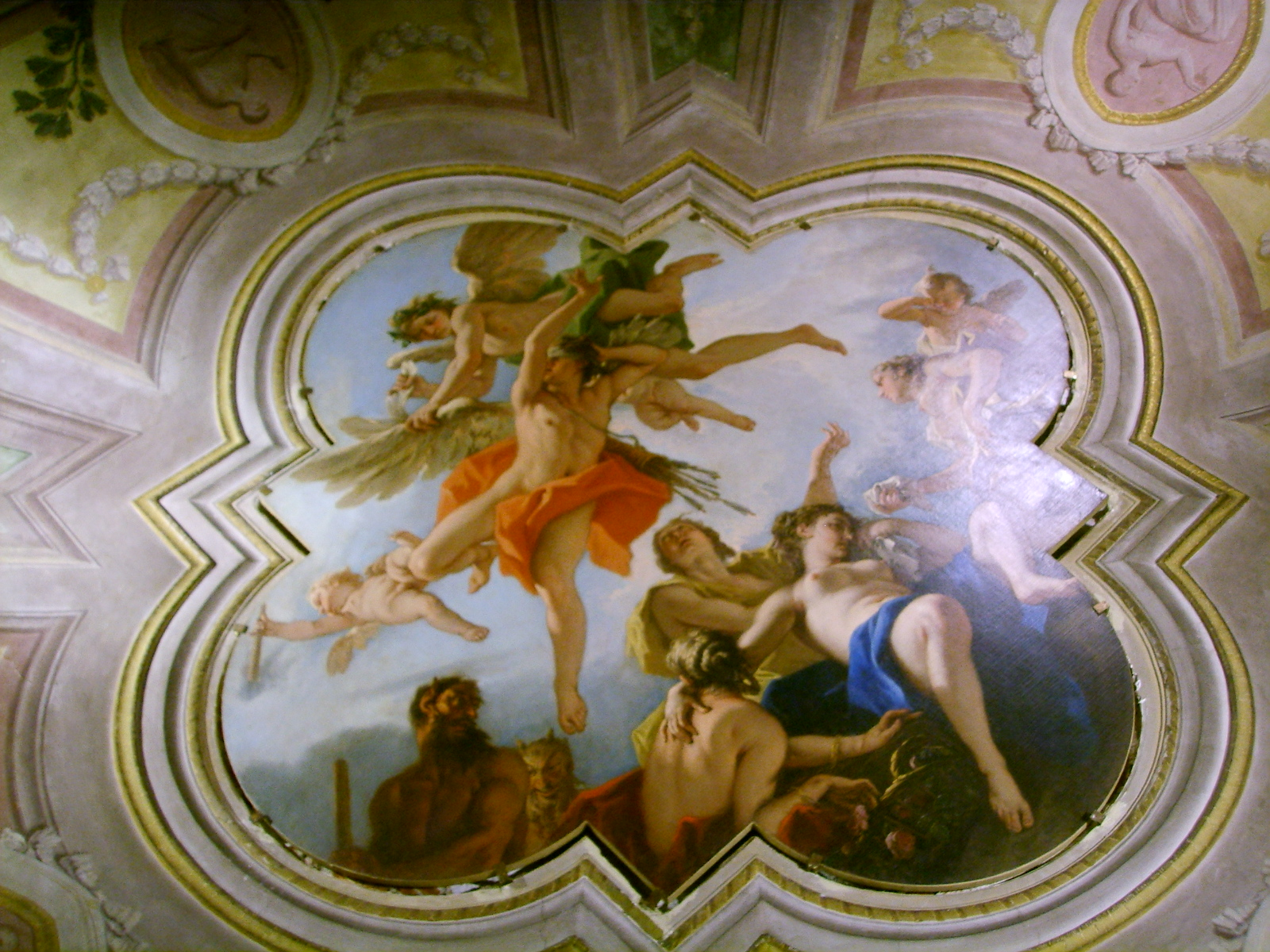
Trabalho de Sebastiano Ricci no tecto duma sala do piso téreo.

O piso térreo, como já se disse, foi decorado por Sebastiano Ricci, entre 1706 e 1707, a partir da sala que se encontra voltada para o jardim interno, a qual apresenta no tecto "A derrota de Marte e a instauração da Idade do Ouro" (La sconfitta di Marte e l'instaurarsi dell'Età dell'oro). Notáveis são, também, as grandes figuras em estuque que decoram os cantos da sala: "Tritões e nereides" (Tritoni e nereidi), de Giovan Martino Portogalli. Completam a decoração quatro telas seisctistas com temas idílicos e pastorais dentro de ricas molduras douradas.
A sala seguinte apresenta o tema da "Juventude na encruzihada" (Giovinezza la bivio), talvez pintado pelo neto de Sebastiano, Marco Ricci. A seguinte, "Câmara da Alcova" (Camera dell'Alcova), é dividida em duas zonasmediante um arco abatido, apresentando na primeira metade decorações em estilo rococó. Daqui podia aceder-se à "Sala do amor punido" (Sala dell'Amore punito), centralmente deslocada em relação às outras salas e que, antigamente, talvez servisse de antecâmara. Encontra-se aqui, encastrada entre os estuques do tecto, a tela de Sebastiano Ricci com o "Amor punido" (Amore punito) que dá nome à sala. A sala seguinte mostra, por outro lado, um "Triunfo da Ciência e das Artes sobre a Ignorância" (Trionfo della Sapienza e delle Arti sull'Ignoranza), igualmente numa tela aplicada no tecto.

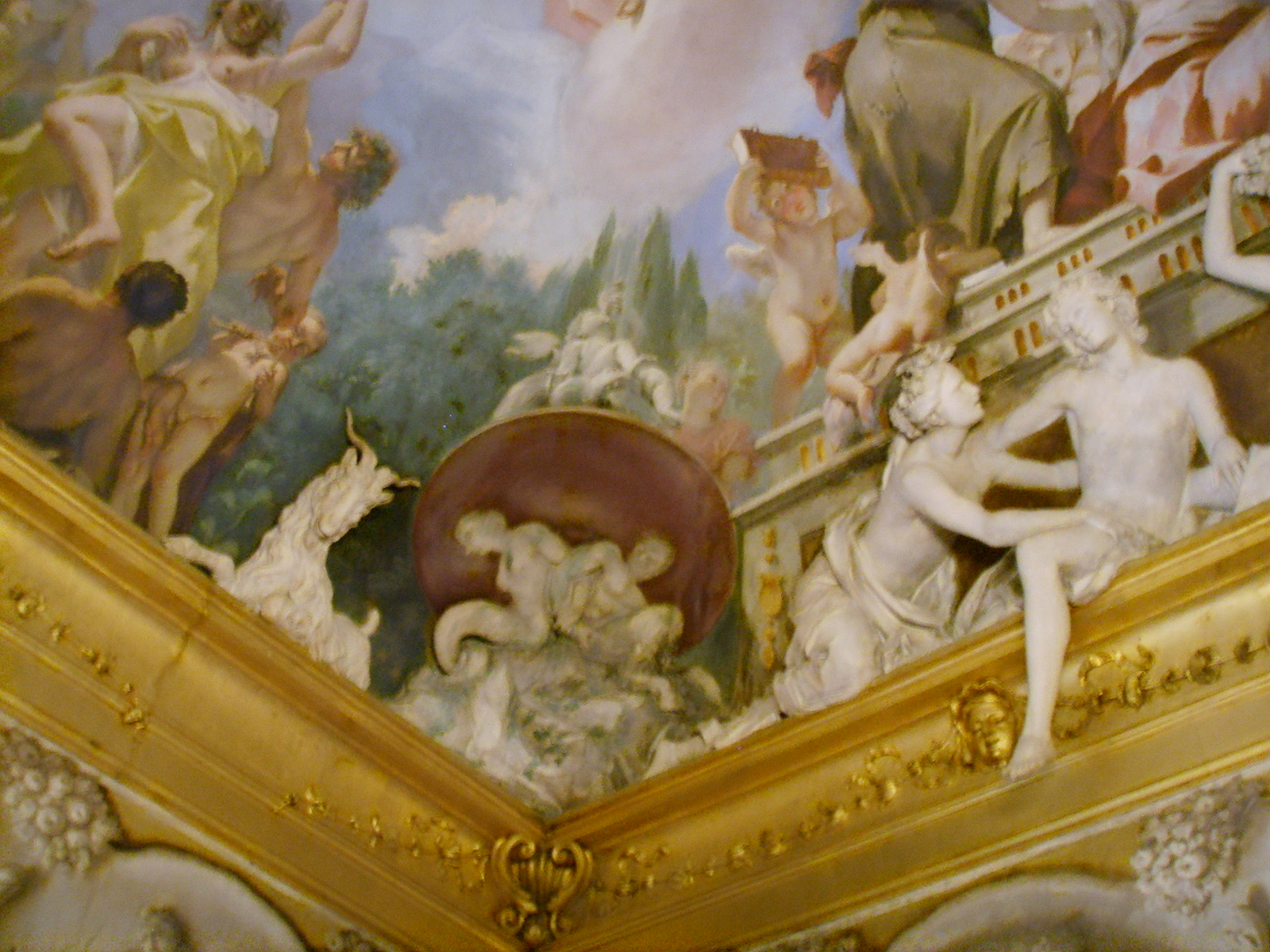
Tecto afrescado e estuques.

O Salão de Hércules (Salone di Ercole) talvez seja o que apresenta as pinturas mais belas, com cenas do mito de Hércules que, ligadas pelas quadraturas em trompe-l'œil executadas por Giuseppe Tonelli, cobrem todas as paredes. 
A partir do átrio, acede-se ao andar nobre (piano nobile) através da marmórea escadaria monumental, em estilo neoclássico, projectada por Mariano Falcini em 1860. Neste piso estão presentes salas menos sumptuosas, embora valiosas, devidas sobretudo às reestruturações de Giuseppe Martelli e executadas cerca de 1860. O grande Salão de Baile, actual Aula Magna, tem tectos com motivos mitológicos em grisaille, obra de Antonio Marini.
Numa sala do lado norte (em relação ao pátio) foram descobertos, sob o reboco, alguns restos de afrescos seiscentistas atribuidos a Cosimo Ulivelli, provavelmente fazendo parte de um ciclo mais amplo. Esta divisão, que devia ser uma saleta, hoje está completamente adulterada pela subdivisão em gabinetes para os professores.
A Saleta do Banho Venziano (Saletta del Bagno Veneziano) está decorada em estilo neogótico, recriando o efeito do mármore branco em fundo azul. As outras salas do primeiro andar apresentam, quase todas, tectos com espaços preenchidos por estuques pintados com motivos naturalistas (flores e fruta), cenas mitológicas e alegóricas, num estilo tipicamente oitocentista.
Também o segundo andar apresenta afrescos dos séculos XVIII e XIX.

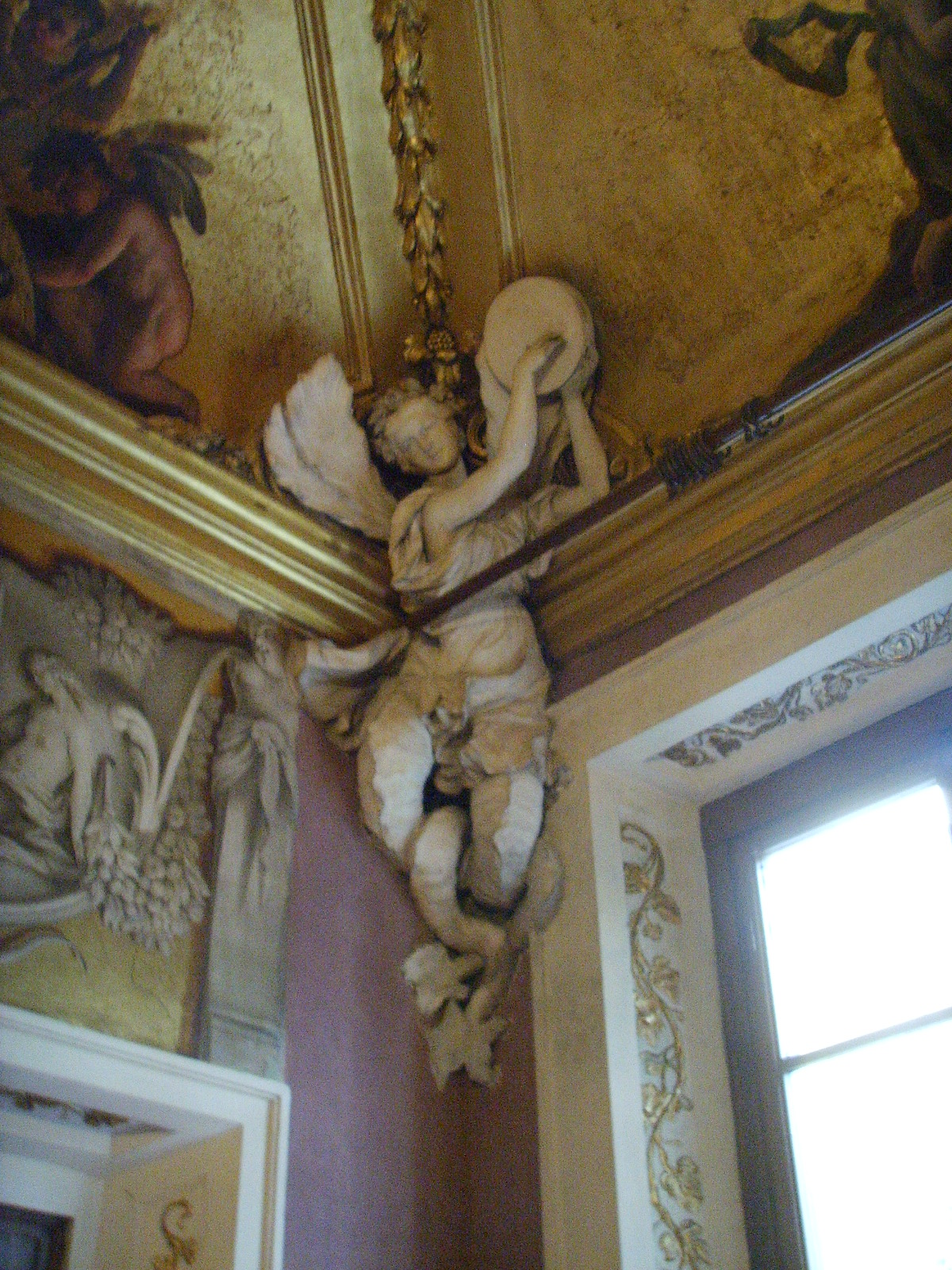
Anjo em estuque
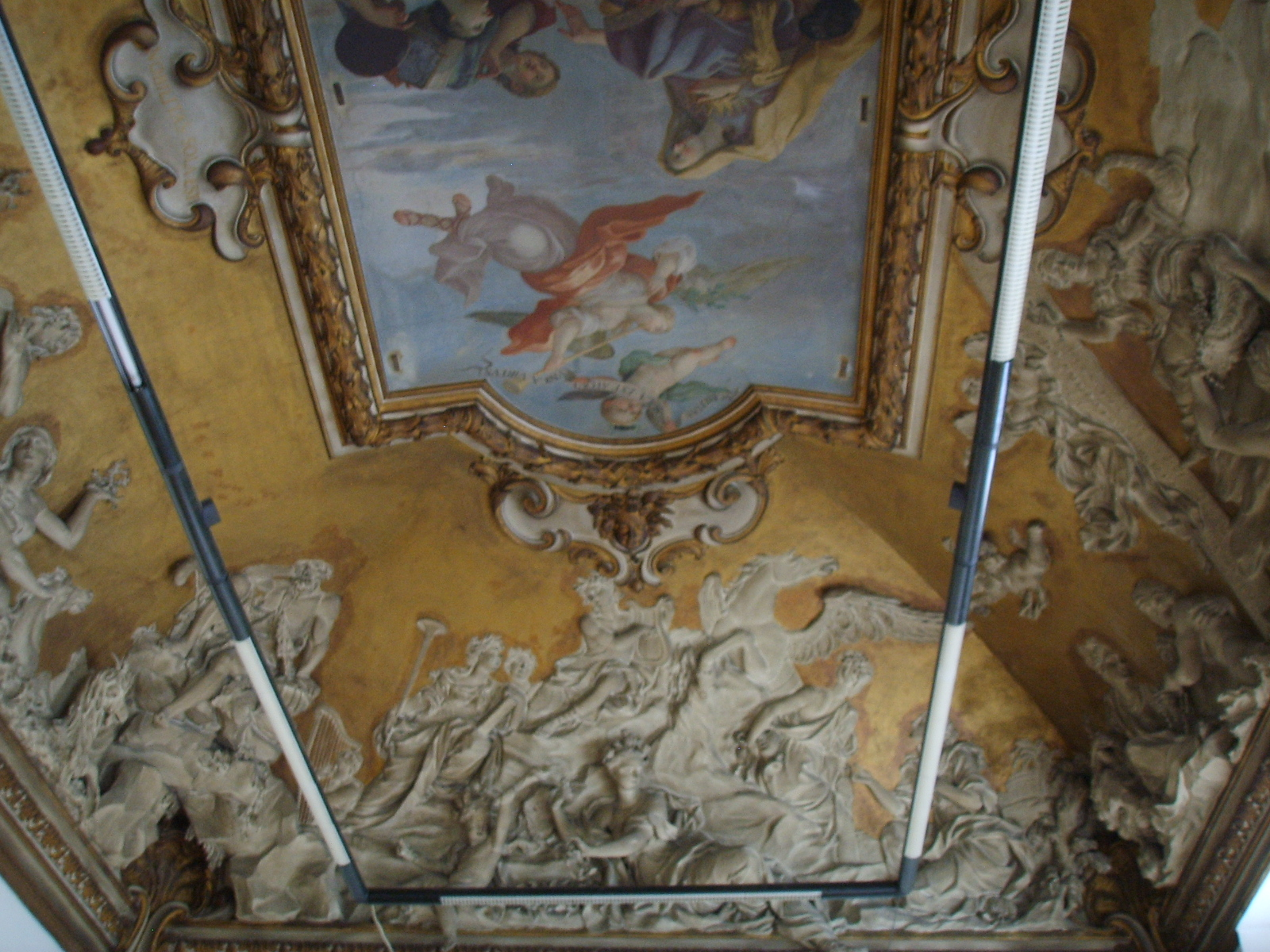
Estuques
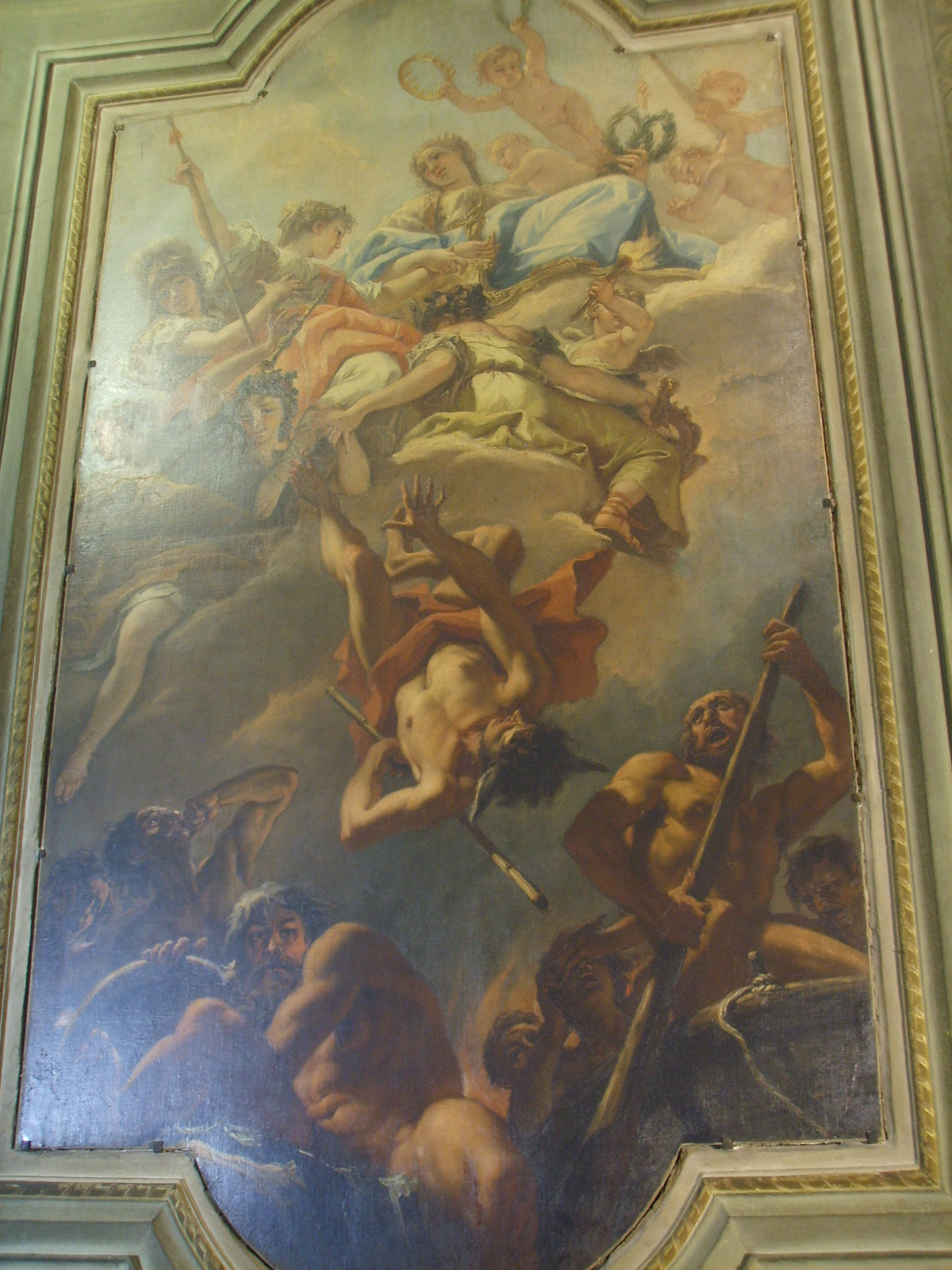
Tela num tecto, Sebastiano Ricci
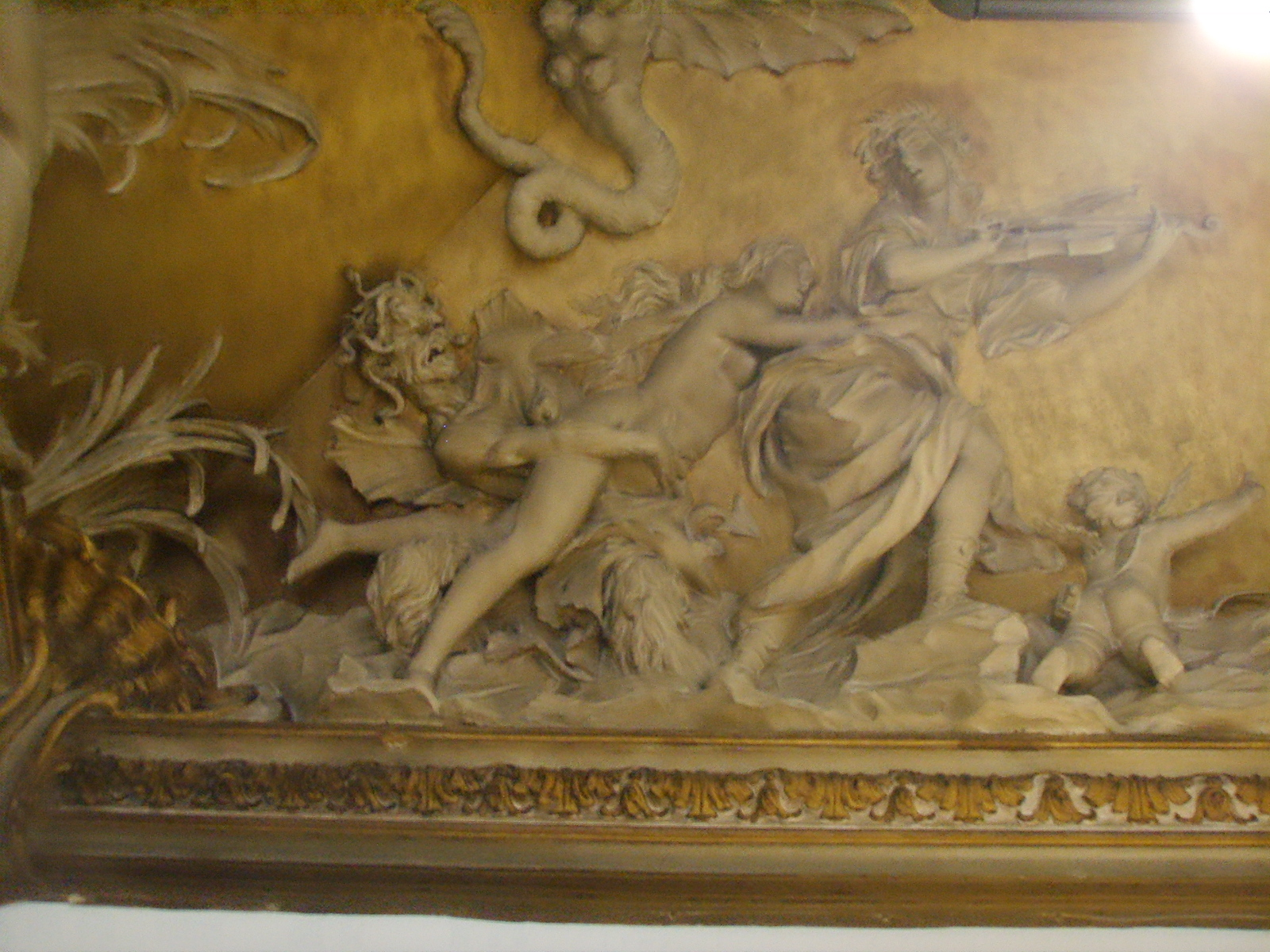
Estuques
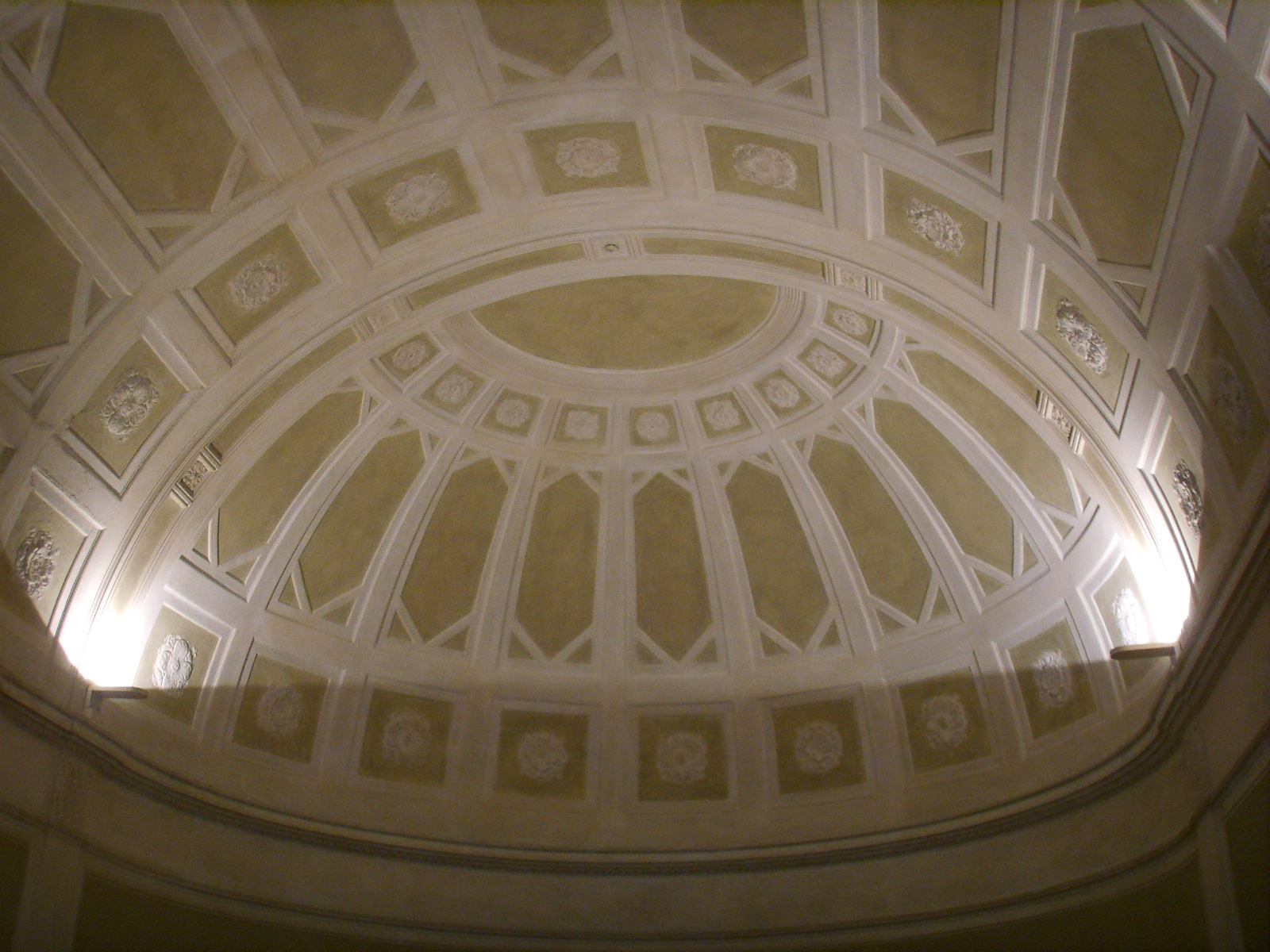
Abóbada da escadaria
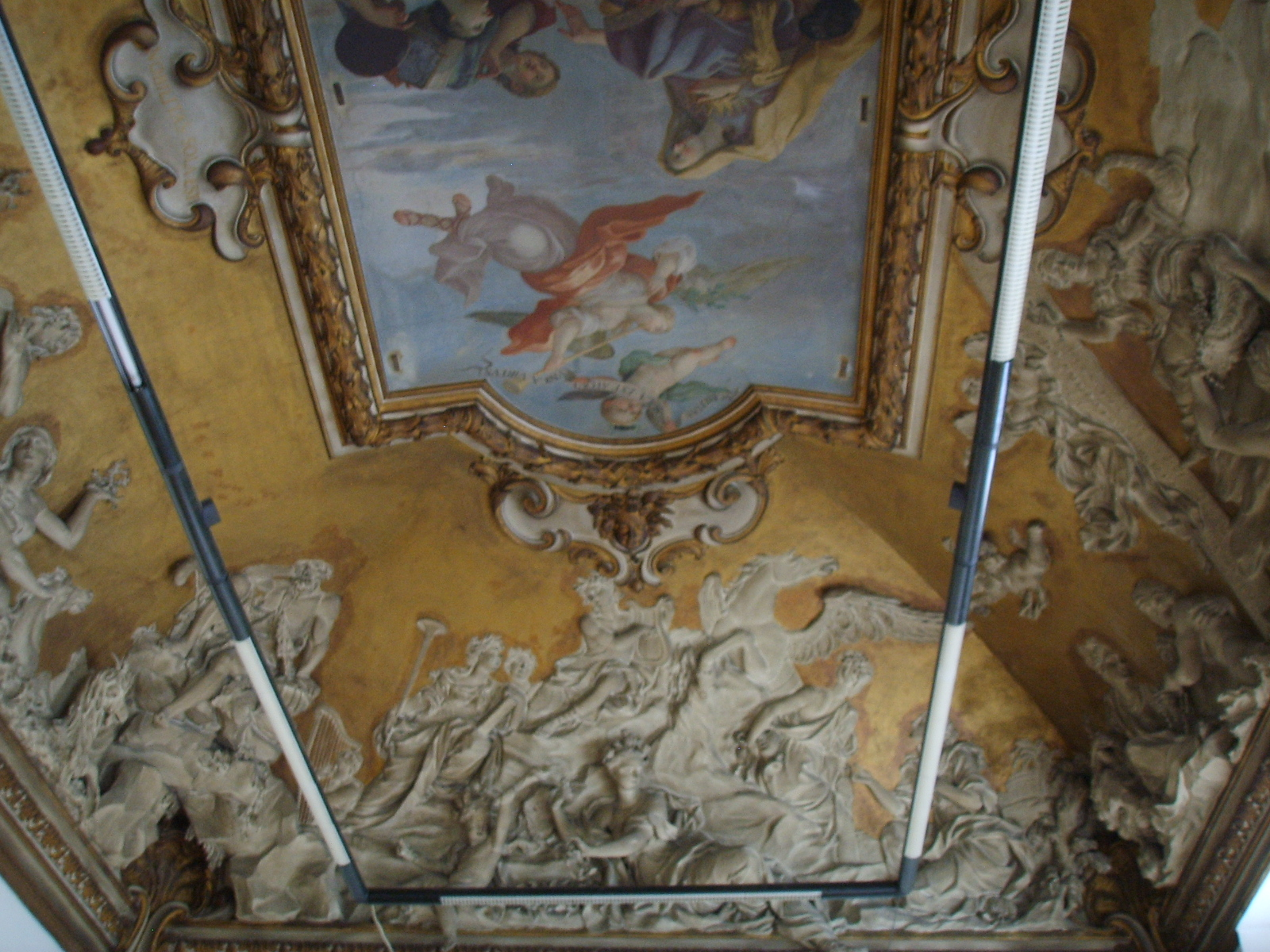
Estuques